# Dolichocybaeus gotoensis
Dolichocybaeus gotoensis är en spindelart som beskrevs av Yamaguchi och Takeo Yaginuma 1971. Dolichocybaeus gotoensis ingår i släktet Dolichocybaeus och familjen vattenspindlar. Inga underarter finns listade i Catalogue of Life.